# Francesco Gentilini
Francesco Gentilini (* 21. Oktober 1782 in Spoleto; † 12. Mai 1856 in Rom) war ein italienischer Geistlicher, Bischof von Rimini und Kurienerzbischof.

## Leben
Er empfing am 5. Juni 1805 die Priesterweihe. Als Kanoniker der Kathedrale von Spoleto war er Examinator der Diözese.
Im Alter von 50 Jahren ernannte ihn Papst Gregor XVI. am 15. September 1832 zum Titularbischof von Amyclae und Administrator von Rimini. Die Bischofsweihe spendete ihm am 23. September desselben Jahres Kardinal Carlo Odescalchi SJ, Mitkonsekratoren waren Erzbischof Francesco Canali und Dominico Secondi OFMConv, Bischof von Assisi. Am 15. April 1833 folgte er als Bischof von Rimini nach und wurde am 29. Mai 1838 Päpstlicher Thronassistent.
Vom Bischofsamt in Rimini trat Francesco Gentilini am 18. Dezember 1844 zurück, woraufhin Gregor XVI. ihn nach Rom berief und ihn zum Titularerzbischof von Tyana berief. Am 16. Februar 1845 wurde er zudem Kanoniker der Vatikanbasilika und am 11. August desselben Jahres Konsultor der Kongregation des Heiligen Offiziums. Papst Pius IX. ernannte ihn am 10. Dezember 1846 zum Examinator der Bischöfe im Kanonischen Recht und am 2. Mai 1847 zum Sekretär der Kongregation für die Examinierung der Bischöfe.